# Кумка червоночерева
Ку́мка червоночере́ва, кумка звича́йна, або джереля́нка червоночере́ва (Bombina bombina) — вид земноводних родини кумкових (Bombinatoridae). Один із 8 видів роду, один із 2-х видів роду у фауні України. Поширений у Центральній і Східній Європі до Уралу. Мешканець різноманітних, переважно мілководних, водойм. Вид занесений до Бернської конвенції та ряду інших природоохоронних документів. Належить до отруйних видів амфібій.

## Опис

### Дорослі особини

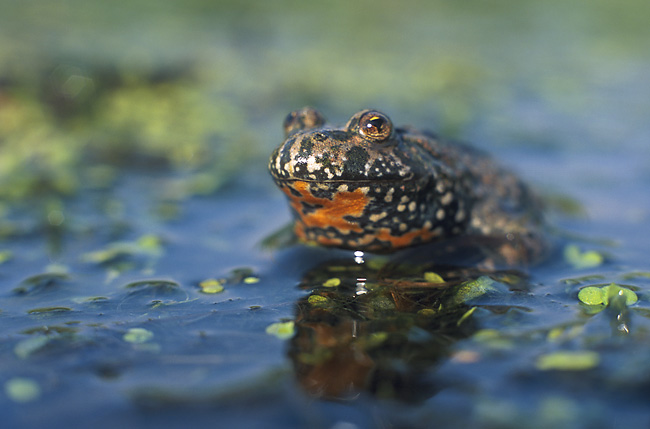

Дрібні безхвості земноводні. Тіло сплощене, овальне, його довжина (L.) звичайно становить 45—50 мм, рідко до 60—64 мм. Самиці трохи довші за самців, а за масою тіла приблизно однакові. Маса тіла самців із Карпат до 14 г, самиць — до 9 г. Відношення довжини тіла до довжини голови  (L./L.c.) складає 3,29—4,63. У самців голова відносно більша, ніж у самиць. Морда заокруглена. Відношення ширини верхньої повіки до відстані між внутрішніми краями верхніх повік (Lt.p./Sp.p.) складає 1,0—1,5. Ніздря міститься трохи нижче до ока, ніж до кінця морди, і на такій самій відстані від ока, як від краю верхньої губи. Зіниця ока більш-менш трикутна. Барабанної перетинки нема. Паротиди не помітні. Верхня щелепа із зубами. На сошниках є 2 групи зубів, розташовані близько один від одного. Язик товстий, дископодібний, не відокремлений від дна ротової порожнини і не бере участі у схоплюванні здобичі.
Кінцівки відносно короткі. Якщо задню кінцівку витягнути наперед, то міжтарсальний суглоб сягає заднього краю ока. Гомілка трохи більше ніж у 3 рази коротша за тіло (L./Т. 3,06—3,33) і майже такого розміру як стегно, або дещо довша (відношення довжини стегна до довжини гомілки F./Т. 0,94—1,10). Четвертий і другий пальці передніх кінцівок майже однакові. Якщо гомілки обох ніг притиснути до стегон і поставити їх перепендикулярно до поздовжньої осі тіла, то суглоби між гомілкою і стопою ледве доходять один до одного. Шкіра вкрита отруйними залозами у вигляді горбків. Горбки на спині розташовані густо, на череві — рідше. Вздовж плесна тягнеться шкіряста згортка. Задні кінцівки з плавцевими перетинками, помітними лише при основі пальців. У самців під шкірою горла є парні внутрішні резонатори.
Забарвлення

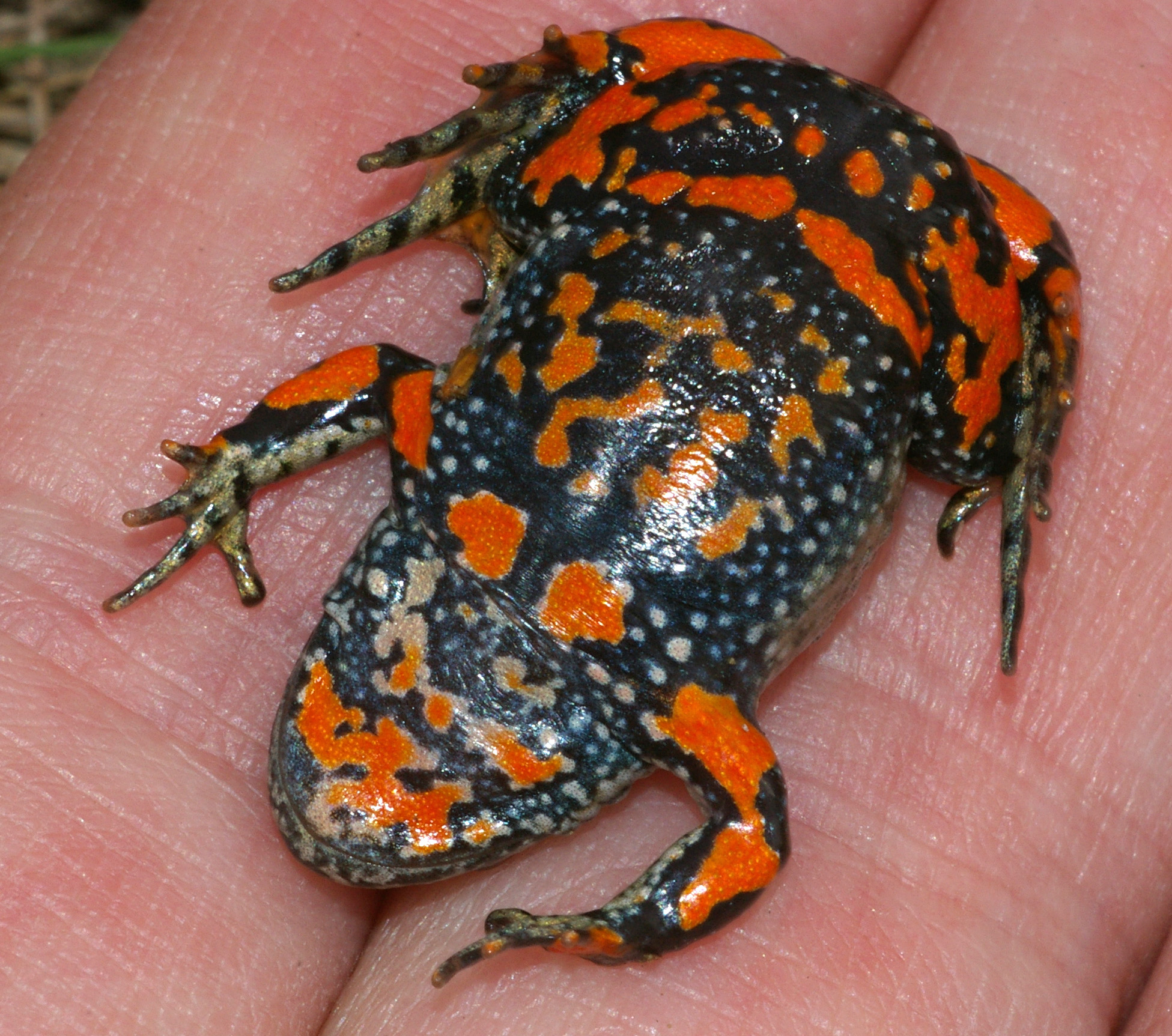
Забарвлення нижньої сторони тіла

Тіло зверху сірого кольору різних відтінків або бурувате, темно-оливкове чи майже чорне, іноді з невиразними темними або зеленуватими плямами. Черево яскраво-червонувате чи помаранчеве з темними синюватими плямами або, навпаки, синювато-чорне з яскравими помаранчевими або червонуватими плямами неправильної форми, розташованими острівцями; площа яскравих і темних кольорів приблизно однакова; по темним плямам розкидані численні білі крапки. Кінчики пальців з тильної сторони кисті темні. В період парування в самців розвиваються чорні мозолі на першому і другому пальцях передніх кінцівок та внутрішній стороні передпліччя.

### Пуголовки
Загальна довжина досягає 50 мм. Хвіст довший за тіло не більше як в півтора рази. Довжина хвоста в 2,0—2,5 рази більша за його ширину. Верхня плавцева складка висока. На хвостовому гребені є тонкі чорні лінії, що перехрещуються. Зябровий і анальний отвори розташовані на середній лінії тіла. Верхня частина ротового диску більш-менш трикутної форми; з усіх сторін вин оточений сосочками. Дзьоб білий, з чорною смугою на внутрішньому краї. Губних зубів дві верхні (вигнуті паралельно куту верхньої частини ротового диска) і три нижні серії, причому кожна верхня серія складається з двох частин. У кожній серії по 2—3 ряди зубів. Спинна сторона на ранньому етапі розвитку жовтувата, пізніше забарвлена в оливковий або коричневий колір, черевна — у сірувато-білуватий.

## Мінливість

### Морфологічна мінливість
Мінливість морфологічних ознак у межах ареалу вивчена слабко. Розміри тіла дорослих особин збільшуються в південно-західному і північно-східному напрямах. Для України наявні дані в основному стосуються карпатських популяцій. Так, червоночереві кумки із Закарпаття характеризуються дещо більшими розмірами тіла, ніж особини з Прикарпаття, однак ці відмінності статистично не достовірні. Самці джерелянок на Балканах більші від самиць, але ці відмінності статистично також не достовірні.
У джерелянок червоночеревих  з території Карпат горбки на спинному боці округлі. Мінливість цієї ознаки потребує вивчення, так як загострені спинні шпичаки зустрічаються у джерелянок цього виду і поза межами Карпат.
У деяких зовнішніх морфологічних ознак кумки червоночеревої існує певна специфіка. Так, у забарвленні її черевної поверхні інколи можуть траплятися елементи забарвлення іншого виду — кумки жовточеревої (жовте або помаранчеве тло з великими темними плямами). Найцікавіше, що виявлення таких особливостей відмічено не лише при дотиканні їхніх ареалів, але й у місцях, де живе тільки кумка червоночерева. Для пояснення цього явища була висловлена гіпотеза, що його причиною є зворотні мутації, хоча це твердження є суперечливе у зв'язку з обмеженістю даних щодо характеру спадкування та пластичності цих ознак.

### Генетична мінливість. Гібридизація
Диплоїдний набір містить 24 двоплечі хромосоми (2n = 24, NF = 48). 
На Закарпатті, при переході від пониззя до гір кумка червоночерева утворює зону гібридизації з жовточеревою джерелянкою. Її ширина становить в середньому близько 1 км, хоча в окремих місцях вона сягає 10 км та проходить на висоті 120—200 м і в ній зустрічаються гібриди першого покоління. У місцях, віддалених від зони контакту обох видів, спостерігається включення генів одного виду до складу генома іншого виду (явище інтрогресії). Аналіз гібридів виявив наявність беккросів, тобто нащадків від схрещувань гібридів першого покоління з батьківськими тваринами. Такі схрещування гібридів частіше відбуваються з червоночеревою, ніж з жовточеревою кумкою (25,6 % проти 14,2 %).
Гібридизаційна зона є також і в Прикарпатті. Тут, у Стрийському районі Львівської області в межах 15-кілометрової ділянки генних інтрогресій, розташована вузька перехідна (гібридна) зона контакту між обома видами, ширина якої не перевищує 1—2 км. Крім власне гібридної зони, існують ще дві розташовані по обидва боки від неї симетричні підзони. У них спостерігається взаємна інтрогресія з переважанням у гібридів генів того чи іншого виду.
Зіставлення морфологічної мінливості з результатами генетичної ідентифікації дозволило стверджувати, що гени, властиві гібридам, найбільшою мірою збігаються зі специфікою мінливості забарвлення черевної частини. Ця специфіка відбивається у мінливості показника (індексу) злиття плям на нижньому боці тіла: у «чистих» (негібридних) червоночеревих джерелянок він дорівнює 0 (плями не зливаються), у жовточеревих — 1 (плями зливаються). Величина деяких індексів, розрахованих для тварин із зони гібридизації, також має проміжне значення щодо батьківських видів: L./T. = 2,80 (2,30—3,75), L./ F. = 2,80 (2,16-3,56), L. c./Lt. c. = 0,934 (0,75—1,125).
Близько 20% червоночеревих джерелянок з пониззя Дунаю (околиці м. Вилкового) характеризуються наявністю гетерозиготності за одним з двох генів, кожний з яких є специфічним для батьківських (кумки червоночерева та жовточерева) видів, що зазвичай властиве міжвидовим гібридам. Для пояснення цього (останній вид у регіоні відсутній) висловлено припущення, що в цьому випадку відбувається або явище поліморфізму за одним з таких діагностичних генів, або ж якась частина генів кумки жовточеревої міститься в геномі кумки червоночеревої.
Ширина гібридної зони обох видів у більш західних ділянках ареалу (Польща, Словаччина, Австрія, колишня Югославія) також незначна й коливається в межах 5—20 км. Вона не завжди пов'язана з якимось одним географічним бар'єром чи екологічним параметром. І хоча вона майже завжди виявляється у місцях при переході від низин до гір, її висотне розташування коливається від 110 до 300—400 м над рівнем моря. Генетична мінливість у таких зонах майже завжди збігається з відповідною мінливістю зовнішньоморфологічних ознак. Відносна вузькість зони гібридизації, скоріше за все, є наслідком як порушень у структурі генотипів гібридів та їхньою зниженою конкурентноздатністю порівняно з батьківськими видами, так і постійними міграціями кумок із сусідніх із гібридною зоною популяцій. Слід підкреслити, що існування та розташування таких зон гібридизації характеризується значною стабільністю. Так, порівняння матеріалів (зразки висушених шкірок кумок, район Кракова, Польща), одержаних ще в 1958 р., з сучасними даними, потвердило існування тут цієї зони й через 19 років. 
Існує цілий ряд доказів плодючості утворюваних гібридів при цьому в гібридів першого покоління функціонують обидва батьківські алелі. Лабораторні схрещування обох видів джерелянок також вказують на плодючість гібридів.

## Поширення
Ареал охоплює територію Центральної та Східної Європи: від Данії та Західної Німеччини до Уральських гір на сході, на півдні — до Чорного моря і Кавказьких гір (до Північного Кавказу), на півночі — до Фінської затоки (у Швеції, імовірно, інтродукована). У Туреччині трапляється на невеликій ділянці крайнього північного заходу Анатолії. У горах відмічена до висоти 730 м (Чехія) і 830 м н. р. м. (Ставропілля, Передкавказзя).
Вид поширений майже на всій території України, у тому числі на крайній півночі Кримського півострова. У зв'язку з розширенням мережі зрошувальних систем на півдні країни (особливо у зв'язку з побудовою Північно-Кримського каналу, який бере початок на материку), можна припустити можливість подальшої експансії цього виду в Криму. В гірських районах країни вид майже відсутній. У Карпатах кумки звичайно не піднімаються вище 200–350 м. У Прикарпатті поширення цього виду практично збігається з межею власне Карпатських гір, а на Закарпатті — з територією Закарпатської низовини.   
Поширення кумки червоночеревої на півдні України найчастіше пов'язане з долинами степових річок. У Дніпропетровській області зустрічається в основному в долинах Дніпра та його лівих приток (Оріль, Самара), а також у пониззі річок Нікопольського району. У Запорізькій області окремі локалітети збереглися в Дніпровських плавнях і Каховському водосховищі, а також у Приазов'ї в долині річки Великий Утлюк. Спорадично зустрічається в Херсонській (Олешківський і Херсонський райони, Асканія-Нова), Миколаївській (Врадіївський район), Одеській (Кілійський район), Донецькій (північні райони) і Луганській (Міловський район) областях.

## Місця проживання
У межах ареалу кумка червоночерева зустрічається на рівнинах в зонах широколистяних і мішаних лісів, лісостепової і степової зон, при цьому характеризуються доволі сильною прив'язаністю до постійних стоячих чи слабопроточних водойм, у яких, як правило, віддають перевагу мілководдю з добре прогрітою водою (глибина до 0,5 м або дещо більше). Населяє найрізноманітніші водойми, найчастіше дрібні, великих чистих плесів з піщаними берегами і швидкою течією уникають. Найтиповішими її біотопами є болітця, заболочені річки та струмки, замулені і зарослі мілководні ділянки ставків, озер, річкових заток та стариць, плавні, рисові поля, копанки, канави, калюжі, особливо ті, що залишаються на заплавних луках після спаду води. Немає значення, чи розташовані подібні водойми серед лісу, чи на відкритих місцях, чи в населених пунктах, але досить характерним для таких місць є більша або менша їх зарослість, переважно ряскою, і мулисте чи глеювате дно. Тримаються здебільшого поблизу берегів. Каламутної води кумки не уникають і часто, особливо в південних районах, зустрічаються в брудних водоймах, зокрема у відстійниках, рисових чеках, ставках, канавах, калюжах та ін. Навпаки, у водоймах з чистою прозорою водою і піщаним дном їх майже ніколи не буває. Їх також можна знайти в криницях, іноді досить глибоких, що важко пояснити з екологічної точки зору.
У Прикарпатті і Закарпатті кумки червоночереві населяють невеликі зарослі водойми, розташовані у відкритих місцях (луках, заплавах річок, іригаційних системах), з дуже повільною течією або стоячою водою. Їх відзначали в дещо чистіших водоймах, ніж ті, в яких живе кумка жовточерева, хоча в південній частині свого ареалу цей вид може жити на ділянках, забруднених промисловими та побутовими відходами. Не виключено, що кумка червоночерева віддає перевагу більшому розвиткові водної рослинності, уникаючи при цьому водойм з піщаними берегами.
У Дніпропетровській області поширена виключно в заплавних водоймах долин річок — Дніпра та його лівобережних приток (річки Оріль, Самара), а також пониззях невеликих правобережних річок, які впадають у Каховське водосховище. У Запорізькій області спорадично зустрічаються в Дніпровських плавнях (о.  Хортиця; Розумівсько-Біленьківські плавні) та мілководних ділянках Каховського водосховища і прилеглих заплавних водойм, у дрібних водоймах у долині р. Великий Утлюк (Північно-Західне Приазов'я).

## Чисельність
В основній частині ареалу чисельність звичайно складає 0,4—0,7 % від всіх інших земноводних, але в окремих водоймах складає до 30 % і може становити 20—200 особин на 1 га водного дзеркала. 
Чисельність кумок на 100 м берегової лінії в Закарпатті становить 15—40 особин на 100 м берегової лінії; ще вищою вона є в невеликих ізольованих водоймах і в придорожніх канавах. У Прикарпатті щільність популяції кумки складає до 400—500 ос./га, в окремих дрібних водоймах — до 3000—5000 ос./га
Чисельність  червоночеревої  кумки  в умовах  Дніпропетровської області оцінюється від 6—28 ос./га в аренних дібровах та до 180 ос./га у короткозаплавних дібровах. У дрібних водоймах Дніпровсько-Орільського природного заповідника її чисельність складає 15—25 ос./м², а в окремих водоймах площею 2—3 — 6—100 ос./м². У період розмноження та масового виходу цьоголіток щільність популяції досягає 750—1200 ос./га. В заплавах р. Оріль чисельність кумок  досягає 20—50 ос./м² водойми.
У Донецькій області в невеликих болотах серед заплавної діброви або в листяних «колках» серед сосняків щільність популяції становить до 350—400 дорослих самців на 1 га площі водойм. На більших водоймах, де тварини прив’язані до прибережних мілин, бувають скупчення до1000—1200 ос./га, але розповсюджені вони нерівномірно і середня щільність їх значно менша. Найбільш значними природними факторами, які впливають на чисельність, є відсутність весняних повеней та літні посухи. Разом вони викликають зменшення кількості лісових водойм та їх раннє всихання влітку, що впливає на успішність розмноження та умови існування амфібій.
У басейні Південного Бугу навесні щільність популяцій цих тварин на добре прогріваних ділянках водойм сягає 8,1 ос./м², а в літній період — звичайно 30—40 ос./га., на південному заході України (Дунайський біосферний заповідник) — до 50 особин.
У Білорусії в заплаві р. Прип'ять на 100 м берегової лінії стариків і меліоративних каналів зустрічається від 2 до 50 особин. На заплавних луках березини, Дніпра і Прип'яті щільність популяції кумки складає 20—60 ос./га, у вологих дібровах і вільшняках — від 20 до 83 ос./га. У вологих лісах чисельність становить 0,4—3,4 % від загальної чисельності земноводних. У ряді водойм Білоруського Полісся і чисельність дорослих особин досить висока – 20—40 особин на 100 м берегової лінії, а чисельність цьоголіток може сягати 500—700 ос./100 м. Щільність личинок на окремих мілководних ділянках може складати 5—10 ос./м². У прилеглих районах Нерусо-Деснянського Полісся (Брянська область) чисельність самців у період розмноження в невеликих заплавних водоймах складає до 50 ос./100 м. Далі на північний схід ареалу (Окський заповідник, Росія), щільність популяції кумок червоночеревих вище і сягає 346—2360 ос./га, при цьому статевозріла частина популяцій представлена на 42,5 % самицями.
Незважаючи на відносну пластичність виду, деякі антропогенні фактори можуть істотно впливати на стан популяцій. Так, у деструктивних біогеоценозах (рудно-вугільні кар'єрні ландшафти у степному Придніпров'ї) щільність червоночеревої кумки становить 2—10,2 ос./га, а в місцях, що не зазнають техногенного пресу — від 45,1 до 58,0 ос./га. Разом з тим слід зазначити, що в деяких випадках дія антропогенних факторів може приводити до підвищення чисельності цих амфібій. Так, у відстійниках цукрових заводів у Білгородській області Росії, попри те, що вода відзначається тут підвищеною твердістю та високим вмістом нітритів, щільність популяції кумок у сприятливі роки сягає 41000 ос./га, а в посушливі роки ці водойми є прихистком, і чисельність кумок зберігається тут на рівні 400—600 ос./га.

## Сезонна активність
Навесні кумки прокидаються у другій половині березня — першій половині квітня і може змінюватися залежно від погодних умов та широти місцевості. На півдні (в околицях Одеси) вони відмічались ще раніше — у середині березня. В околицях Києва перші їх появи зареєстровані у 3-й декаді березня; у Луганській області перший їх крик був почутий у кінці березня. У холодну весну можуть з'являтись значно пізніше. У середній течії Південного Бугу весняне пробудження відзначається у першій половині квітня при температурі повітря +14,5 °C та води +9 °C.
Протягом сезону активності ведуть водний, перебуваючи майже весь час у воді і на берег виходять рідко, переважно вечорами та вночі. Активні при температурі води від +10 °С до +30 °С, віддаючи перевагу температурі +21 °С. Вважається, що кумки червоночереві відносно теплолюбні тварини, і оптимальні температури, за яких вони найактивніші, лежать у межах 18—25 °С. Але в Молдові кумок зустрічали в калюжах із температурою води до +45 °С, а також у джерелах із водою +8—10 °С. Звичайно вони тримаються на поверхні води, нерухомо розпластавшись або повільно плаваючи і лише час від часу хапаючи здобич. Потурбовані або в разі небезпеки, вони досить швидко спускаються на дно і закопуються в мул. Переважно в присмеркові години кумки часом виходять на берег, де ловлять здобич, але на велику відстань від води не віддаляються.
Міграційна активність незначна, кумки червоночереві зазвичай не відходять від водойм далі, ніж на 20—50 м. Так, у середньому Придніпров'ї (Дніпропетровська область) чисельність кумок біля водойм становить 10,1 ос./10 цил.-діб, при віддаленні від водойм на 10 м — 8,1, на 50 м — 1,0; на більшій відстані ці тварини у ловчі циліндри взагалі не потрапляли. Нерідко зустрічаються на віддаленні від основних водойм, переміщуючись вночі в поряд розташовані мілкі тимчасові калюжі або у прилеглі вологі вільшняки і діброви. Тим не менш, щорічні переміщення, загалом, можуть складати близько 300 м. Ці тварини здатні колонізувати нові стави на відстані 500—1000 м. При підвищеній вологості відзначали їхні міграції до 700 м. Міграційна активність джерелянок підвищена у нестатевозрілих особин, тоді як тварини старших вікових груп воліють триматися поблизу місць нересту й після закінчення сезону розмноження.
Сезонна активність триває до кінця вересня — початку листопада, після чого тварини йдуть на зимівлю. У кінці вересня кумки вже починають ховатися на зиму, проте строки початку зимівлі дуже залежать від погоди і можуть значно затягуватись, особливо в теплі осені до середини листопада. Зимують кумки найчастіше на суші, в норах гризунів та інших дрібних тварин, а також в щілинах і пустотах у ґрунті, під корінням корчів; іноді закопуються в пухкий ґрунт по берегах водойм. Часто вони збираються групами, іноді по кільках десятків особин в одному сховищі. Не зважаючи на токсичність шкірних виділень, разом із ними можуть зимувати інші амфібії, зокрема тритони, ропухи і жаби. Частина кумок, що живуть у порівняно глибоких, непромерзаючих водоймах, зимують і під водою, закопавшись у мул. У довгі зимові відлиги можливе тимчасове пробудження і активність окремих особин. Зимувальні сховища на суші зазвичай розташовані поблизу водойм, у радіусі 400—600 м, і в них 26—33 % можуть складати цьоголітки і 67—74 % дорослі. На зимівлях відзначалися скупчення до 300 особин. Можуть зимувати групами разом із іншими видами (жабами, тритонами)

## Розмноження. Розвиток

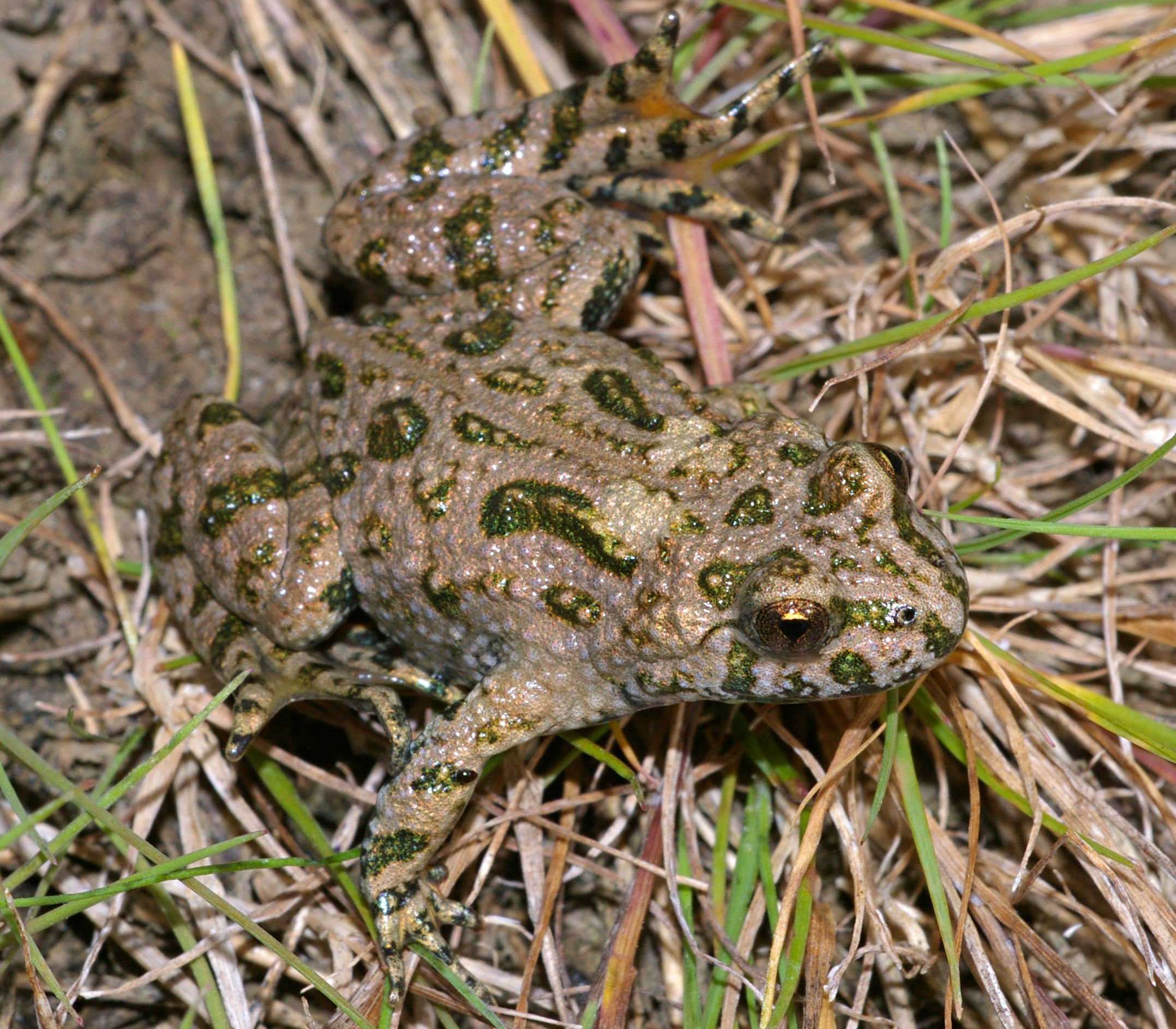
Молода особина

Приблизно за 2—3 тижні після пробудження при температурі води +14 °C, тварини переходять у водойми у зв'язку з початком сезону розмноження. У цей період джерелянки можуть траплятися як у нічні, так і в денні години, хоча інколи відзначали деяке підвищення активності у проміжок від 10 до 12 та від 18 до 20 годин. Максимальна ж вокалізація самців у період нересту припадає на присмерково-нічний час.
Вечорами, а також досить часто і вдень з квітня до кінця літа, але особливо весною, чути крик кумки, який нагадує глухе «кум… кум… кум…», що одноманітно повторюється з невеликими паузами (3—8 разів на хвилину), або «уу… уу… уу…», або «унк… унк… унк…». Ці звуки не голосні, але чутні на значну відстань, причому дуже важко визначити місце, звідки вони йдуть; здалеку нагадують гудіння високовольтних ліній електропередач. Внутрішні резонатори при цьому роздуваються під шкірою дуже сильно, надуваючи самця як кулю. Іноді повітря якийсь час (при переляку, можливо) не випускається із них, і тоді потурбовані самці не здатні зануритись у воду, барахтаючись на поверхні. Зниження вокальної активності спостерігається у вітряну і холодну погоду.
У квітні — травні починаються парування і відкладання ікри. В районі Києва парування відзначено вже в перших числах квітня. При паруванні самець охоплює самку передніми кінцівками спереду основи її задніх ніг. Період розмноження може бути розтягнутий і нерідко захоплює ще й травень і частину червня, а іноді триває ще довше. 
Діаметр ікринки разом з оболонками 7—8 мм, а самого яйця — близько 2 мм. Яйце з верхньої сторони буре, з нижньої — жовтувато-біле. Яйця відкладаються, як правило вночі, на мілководді (глибина до 05—07 м) у водоймах с більш-менш постійним рівнем води, порціями до 80 ікринок у кожній, поодинці або невеликими грудочками по кілька штук (до 30), що приклеюються до підводної рослинності або якихось інших підводних предметів. Одна самиця відкладає порівняно невелику кількість ікринок (звичайно до 250—350). Для популяцій середньої частини Південного Бугу відзначена наявність у кожній грудці по 5—8 ікринок, при загальній кількості ікри в кладці 300—350 штук. В інших ділянках ареалу (Росія, Окський заповідник), розміри кладок коливаються від 181 до 926 яєць (в середньому 455).
Тривалість ембріогенезу за оптимальних температур води (17—19 °С) становить 4—12 днів, а весь період личинкового розвитку проходить за 60—70 днів (інколи за 90).  Здебільшого вже на 4—5-й день зародок починає видовжуватись, і на 7—9-й день вилуплюється з ікринки. Пік завершення метаморфозу припадає на липень — серпень. Спеціальними дослідженнями в Данії показано, що вилуплення личинок відбувається з 94 % відкладених ікринок.
У момент вилуплювання  довжина личинки складає 2,5—5 мм. Для личинки характерні доволі великі плавцеві складки, що дозволяє їй використовувати у водоймах пелагічні ділянки (всю товщу води). У перші 10 днів личинки досягають розмірів близько 8 мм, у 20 днів довжина їх подвоюється (близько 16 мм), у 30 днів вона не перевищує 22 мм, 40 днів —32 мм, 50 днів — 38 мм, 60—70 днів (максимальний розвиток перед метаморфозом) — 45—50 мм. Зразу після метаморфозу довжина тіла молодих кумок складає 10—14 мм. Ефективність розмноження (кількість цьоголітків відносно чисельності відкладеної ікри), в окремих популяціях України становить 0,28 %. Після метаморфозу молодь живе у водоймах ще 2,5—3 місяці. Перед виходом на зимівлю цьоголітки складають у Молдові та під Москвою близько 95 % чисельності популяції, інші вікові групи — близько 5 %. Основна маса цьоголіток гине в період виходу на сушу, при висиханні водойм й під час першої зимовки. Зиму, таким чином, переживають не більше 2—6 % молодих особин. Личинки здатні зимувати у воді. У такому випадку метаморфоз відбувається навесні.
Вивчення темпів росту молодих особин свідчить про те, що на першому році життя довжина тіла цьоголітків становить близько 18 мм, на другому році життя вони можуть досягати 40 мм. Статева зрілість настає у віці 2—4 років, при цьому розміри самиць можуть бути всього близько 30 мм, самців — 26 мм. 
Тривалість життя за природних умов становить близько 12 років, хоча для Західної Європи наводяться дещо більші показники: до 16 років у самців і до 14 у самиць, однак для більшої частини популяцій ці строки усе ж коротші (близько 8 років). У Молдові самиці часто гинуть вже після першого відкладання ікри. Вік самців південно-італійських популяцій) відповідає в середньому 8,0 ± 0,24 рокам, а самиць 8,3 ± 1,8. За 10 років популяція оновлюється на 85—88 %. В умовах неволі живуть до 20 років, а одна кумка прожила 29 років.

## Живлення
Харчовий раціон кумки складається переважно з водних безхребетних (ракоподібних, водяних жуків та їх личинок, личинок одноденок, комарів та інших двокрилих), а також дощових черв'яків, павуків, мурашок тощо. В окремих районах значну роль у харчуванні відіграють дощові черв'яки.
Головастики на перших стадіях розвитку живляться в основному водоростями (Scenedesmus, Oocystis, Gomphonema, Achanthes, Pediastrum, Merismopedia, Paudorina, Bulbochaeta) та вищими рослинами. Пізніше основу їх раціону (більше 63 %) починають складати дрібні безхребетні найпростіші, коловертки, дрібні ракоподібні.
В  Україні до складу їжі дорослих особин входять різні види водних та наземних членистоногих (дзвінцеві, листоїди, лускокрилі тощо), частка яких у складі живлення може коливатися від 21 % до 56 %. Дорослі поїдають в основному комах, серед яких жорсткокрилі становлять близько 60 %, напівжорсткокрилі — 9 %, двокрилі — 9 %. Водні безхребетні (молюски, личинки і лялечки дзвінцевих та ін.) можуть складати більше половини їжі дорослих. У той же час, наземна здобич досить різноманітна. Різниця часток водної здобичі кумок у різних регіонах відбиває ступінь зв'язку з водою в різних ландшафтах та в різні сезони. Так, у Карпатах харчовий раціон складається переважно з водних комах, активних у денний час, зокрема з личинок і лялечок комарів (67 % зустрічальності), плавунців (до 20 %), двокрилих (до 17 %), а також багатоніжок і павуків (до 10 %). «Шлюбний піст» у самців не виражений, але самиці у період розмноження майже не харчуються.
У Дніпропетровській області дорослі особини живляться водними безхребетними: малощетинковоми червами, личинками комарів та інших двокрилих, молюсками, личинками бабок, напівтвердокрилими, твердокрилими, перетинчастокрилими, личинками та імаго метеликів. Зрідка серед здобичі кумок зустрічаються павуки, багатоніжки, мурашки, пуголовки жаб та інші  групи тварин. До раціону пуголовків входять в основному дрібні безхребетні: найпростіші, планктонні  ракоподібні, черви та коловертки. 
У Білорусії найбільш звичайними об'єктами полювання кумок є личинки комарів, у пошуках скупчень яких вони і переміщуються по мілких водоймах, а також  молюски. На суші частіше поїдаються павуки (більше 40 %), комарі, мухи, попелиці, блохи
Порівняння харчового раціону кумки червоночеревої та жаби озерної, яка мешкає в тих самих біотопах (Росія, Надволжя), показало, що обидва види є більшою або меншою мірою трофічними конкурентами, і перекривання їхніх трофічних ніш становить від 34,1 до 63,8 %.

## Вороги. Паразити
Основним засобом захисту від ворогів у кумок є наявність у них отруйних шкірних виділень. Цей засіб належить до пасивних способів захисту, адже визиває отруєння лише при потраплянні до травного тракту потенційного хижака, що викликає пекучий біль вже в його ротовій порожнині і бажання скоріше звільнитися від токсичної амфібії. Лабораторні дослідження показали, що введення цього секрету в дозі 3000, 4000 і 5000 мг/кг призводить до загибелі мишей на 4, 5 та 7 добу в 20, 50 і 70 % випадків відповідно. У складі токсинів знайдено біогенні аміни (серотонін і його N-метильні деривати: N-метилсеротонін, буфотенін и буфотенідин) та пептиди: брадикініни (бомбінакінін), тахікініни (бомбезин) та гемолітичні білки. Брадикініни  викликають  вазодилатацію та зниження артеріального тиску. Тахікініни, окрім цього, ще й призводять до швидкого скорочення несудинної мускулатури. Бомбезин також сильно впливає на секрецію шлункового соку та виділення жовчі. Існують  відомості, що бомбезин здатен навіть зменшувати апетит у ссавців. Білкова фракція шкірних виділень кумок має амілазну, фосфатазну та протеолітичну активність. Внесення отрути кумки до корму мишей у дозі 5000 мг/кг призводить до смерті в 75 % випадків. Отруєння супроводжується еритропенією, зниженням концентрації гемоглобіну і значення кольорового показника крові. При розтині загиблих мишей виявлені спадання легеневих тканин (ателектаз) і геморрагичні  осередки в легенях. 

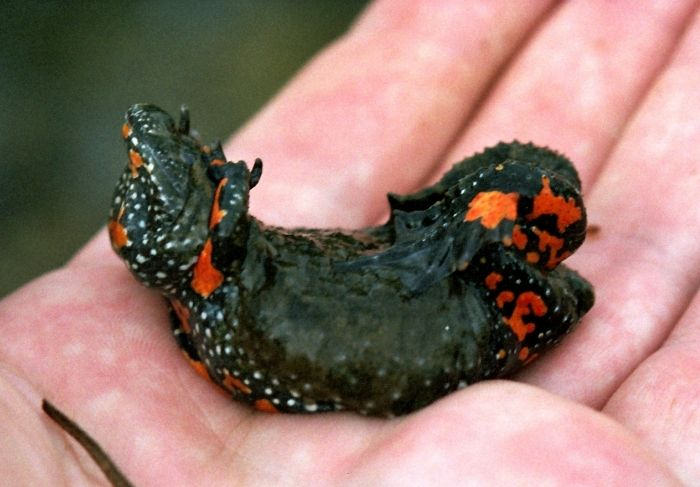
Кумка в захисній (апосематичній) позі

Іншим специфічним захисним засобом також вважають своєрідну поведінку кумок, коли вони демонструють апосематичне (відстрашуюче — попереджаюче про отруйність тварини) забарвлення — яскраво-строкату нижню частину тіла. Якщо кумку потурбувати на суші і вона не має змоги відразу ж втекти у воду, тварина вигинає тіло і вивертає кінцівки догори долонями і ступнями, так, що видно яскраві плями на боках (характерна захисна поза), виділяючи при цьому із шкірних залоз токсичний секрет у вигляді білої піни. Іноді вони перевертаються догори яскраво забарвленим черевом і закривають очі долонями.
Не зважаючи на отруйність шкірних виділень та відлякуюче забарвлення кумки часто стають здобиччю ряду видів хребетних тварин. Їх поїдають плазуни (вужі звичайний і водяний, гадюка звичайна), птахи (чаплі сіра і руда, лелека білий, чепурна мала, квак, бугай водяний, бугайчик, крижень, підорлик малий, канюк звичайний, сова сіра, крячок чорний, ворон, ворона, грак, сорока, сорокопуди), ссавці (їжак, хохуля, єнот уссурійський, тхорі, борсук, видра, горностай, ласка, їжаки, хохуля звичайна), риби (щука). Молодими кумками харчуються зелені жаби, що проживають поряд. Ікру і пуголовків поїдають тритон гребінчастий і черепаха болотна.
Серед паразитів кумки червоночеревої відомі найпростіші (Protoopalina); Відомо багато видів паразитичних червів, у тому числі трематоди (18 видів), акантоцефали (2 види), нематоди (7 видів). Відомо, що  кумка  може бути проміжним хазяїном 2-х видів стьожкових червів.

## Охорона
На більшій частині ареалу стан природних популяцій виду залишається більш-менш стабільним. Саме тому він, згідно Червоного списку МСОП, отримав охоронний статус «відносно благополучний вид». Але в окремих регіонах спостерігається тенденція до зниження чисельності популяції і скорочення ареалу виду. Так, в різні роки кумка червоночерева занесена до Червоних книг Литви, Латвії і ряду регіонів Росії. В Європі охороняється Бернською конвенцією (Додаток ІІ: вид підлягає особливій охороні; Резолюція 6: види, що потребують спеціальних заходів збереження їхніх оселищ), а також Директивою Європейського Союзу 92/43 ЄС «Про збереження природних оселищ та видів природної фауни і флори». На регіональному рівні в Україні вид занесений до Червоних книг/списків тварин м. Київ, Донецької і Луганської областей; пропонується занесення виду до Червоного списку тварин Запорізької області.  
Серед антропогенних факторів, що впливають на зниження чисельності цього виду, перш за все вказують на зменшення площі і руйнування водойм, порушення їх гідрологічного режиму внаслідок зарегулювання річок, забруднення промисловими та побутовими відходами тощо. Порівняння кількості аномалій в будові кінцівок червоночеревих джерелянок в умовно чистих та забруднених водоймах (Дніпропетровська область) показало, що в чистих водоймах вони проявляються у 16,1—21,6 % випадків, а в забруднених у 39,1—44,2 %. І хоча точних експериментальних доказів того, що причиною аномалій є забруднення, немає, усе ж можна припустити, що їх поява пов'язана з дією антропогенних факторів. Багато амфібій гине на  дорогах  під  час  міграції  до  водойм і зимових сховищ. Певний негативний вплив на чисельність популяцій в околицях населених пунктів, особливо великих міст, чинить також неконтрольований збір і вилов із метою продажу на ринках для утримання в тераріумах.
Основні заходи охорони виду: 1) створення заповідних територій у місцях проживання кумки; 2) санація  водойм  і  водоохоронних  зон; 3) проведення біотехнічних заходів, спрямованих на збереження популяцій кумки під час весняних і осінніх міграцій (тунелі  під  автомагістралями та спеціальні знаки на дорогах типу «Увага, амфібії», які практикують у країнах Європи); 4) заборона на вилов, уведення штрафних санкцій.
Вид у межах ареалу охороняється в ряді біосферних і природних заповідників, національних природних і регіональних ландшафтних парків України та інших країн.

## Практичне значення
Серед комах, яких поїдають кумки, понад 50 % складають шкідники лісового, рибного і сільського господарства. Крім того, вони знищують велику кількість личинок комарів, у тому числі малярійних. Тому ця амфібія традиційно вважається однією з найкорисніших.
Шкірні виділення кумок містять отруйну речовину фринолізин, яка викликає в людини суттєве подразнення слизових оболонок — сльозоточивість, печіння та біль, іноді навіть головний  біль і лихоманку. Слід уникати потрапляння слизу в очі та рот. Після контакту з кумкою необхідно ретельно вимити руки.
Отрута кумок є потенціальною сировиною для фармацевтичних досліджень і промисловості.
Багато рибалок використовують кумок та їх личинок як приманку на донні вудочки. Зокрема, на таку приманку ловиться головень, щука, окунь, судак, сом, білизна, форель, харіус, лосось та ін.
Завдяки бактеріостатичній дії своєї отрути в минулі часи, коли холодильне обладнання було відсутнє, кумка червоночерева  (у народі — «холодушка») використовувалась навіть як запобіжний засіб  проти  скисання  молока. Її просто кидали у глечик з молоком, яке потім протягом 3-х діб не скисало.
Невеликі розміри, яскраве, незвичайне забарвлення, пристосування до постійного життя у воді — все це робить кумку червоночереву привабливим об'єктом для утримання в тераріумі.

## Систематика
Монотиповий вид: підвиди не розпізнаються. Тем не менше, це досить мінливий вид, що проявляє географічну, біотопічну та індивідуальну мінливість, яка вище в районах інтрогресії та гібридизації з кумкою жовточеревою.
В Україні (Волинське Полісся) викопні рештки кумки червоночеревої датуються плейстоценовим та ранньоголоценовим періодами.
Близькі види
Кумка червоночерева відрізняється від кумки жовточеревої забарвленням, зокрема помаранчевим або червоним черевом і темними зверху кінцями пальців, а також місцями проживання (кумка жовточерева переважно гірський вид амфібій). Проте, у зоні контакту, наприклад, у передгір'ях Карпат легко утворюють гібриди, що може значно утруднити визначення виду.
У пуголовків кумки червоночеревої верхня частина рота (верхня губа) має форму трикутника, а у пуголовків кумки жовточеревої верхня губа округла.